# Бахчисарайски район
Бахчисарайски район (на руски: Бахчисарайский район; на украински: Бахчисарайський район; на кримскотатарски: Bağçasaray rayonı) се намира в южната част на Крим. Административен център е гр. Бахчисарай.
Има площ 1589 km² и население от 90 911 души (според преброяването от 2014 г.).

## Население
Етническият състав на Бахчисарайски район към 2001 г. е:
- 54,3% – руснаци
- 21,3% – кримски татари
- 19,6% – украинци
- 1,2% – беларуси
- 0,2% – молдовци